# World Ocean Network
Le World Ocean Network (en français; Réseau Océan Mondial) est un organisme international sans but lucratif qui a pour mission la sauvegarde et la protection des océans et dont l'une des devise est ''Agir ensemble pour l’avenir de la Planète Bleue''.

## Présentation
Établi en novembre 2002, son bureau se trouve à Nausicaá Centre National de la Mer situé à Boulogne-sur-Mer. Il collabore au projet de la célébration de la Journée Mondiale de l'Océan  fêtée le 8 juin depuis 2003. Sous son impulsion, il organise trois réunions internationales des aquariums, des musées et des centres de la science sur l'Océan en 1999, 2002, 2006. Lancé le 8 juin 2004, le passeport du Citoyen de l’Océan - outil concret de sensibilisation du grand public - est attribué à chaque personne qui contribue par des actions quotidiennes, à la préservation des océans. En 2009, les Nations unies reconnaissent officiellement la commémoration du Jour des océans du monde. 
L'association internationale est constituée de 250 organisations de type associations éducatives, aquariums, centres de science, musées d’histoire naturelle, zoos, ONG, etc. dans plus de 60 pays qui, ensemble, regroupent une audience de 250 millions de personnes chaque année.